# Miguel Ángel Ludueña
Miguel Ángel Ludueña (Villa María, 6 de fevereiro de 1958) é um ex-futebolista argentino.
É um dos maiores ídolos da história do Independiente, apesar do pouco tempo em que esteve no clube e de, na primeira delas, ter vindo justamente do arquirrival Racing. Chegou em 1988, onde teve grande desempenho no meio-de-campo com Rubén Insúa e Ricardo Bochini. Naquela temporada 1988/89, o Rojo obteve seu décimo segundo título argentino profissional. Após sair do clube depois da conquista, voltou para outra rápida passagem, em 1991.
Ao todo, fez 50 partidas pelos diablos. Curiosamente, antes de defender os arquirrivais de Avellaneda, Ludueña já havia jogado dos dois lados de outra rivalidade, em Córdoba, tendo atuado tanto pelo Belgrano quanto pelo Talleres.